# 3-フェニルプロパン酸ジオキシゲナーゼ
3-フェニルプロパン酸ジオキシゲナーゼ(3-phenylpropanoate dioxygenase)は、フェニルアラニン代謝酵素の一つで、次の化学反応を触媒する酸化還元酵素である。
3-フェニルプロパン酸 + NADH + H+ + O2 {\displaystyle \rightleftharpoons } 3-(cis-5,6-ジヒドロキシシクロヘキサ-1,3-ジエン-1-イル)プロパン酸 + NAD+
反応式の通り、この酵素の基質は3-フェニルプロパン酸とNADHとH+とO2、生成物は3-(cis-5,6-ジヒドロキシシクロヘキサ-1,3-ジエン-1-イル)プロパン酸とNAD+である。
組織名は3-phenylpropanoate,NADH:oxygen oxidoreductase (2,3-hydroxylating)で、別名にHcaA1A2CD
、Hca dioxygenase、3-phenylpropionate dioxygenaseがある。